# Simon Stock Palathara
Simon Stock Palathara CMI (* 11. Oktober 1935 in Chethipuzha; † 19. November 2022 in Jagdalpur) war ein indischer syro-malabarischer Geistlicher und Bischof von Jagdalpur.

## Leben
Simon Stock Palathara trat der Ordensgemeinschaft der Carmelites of Mary Immaculate bei und empfing am 1. Dezember 1964 die Priesterweihe.
Papst Johannes Paul II. ernannte ihn am 16. Dezember 1992 zum Bischof von Jagdalpur. Die Bischofsweihe spendete ihm der Großerzbischof von Ernakulam-Angamaly, Antony Kardinal Padiyara, am 19. März des nächsten Jahres; Mitkonsekratoren waren Joseph Powathil, Erzbischof von Changanacherry, und  Eugene Louis D’Souza MSFS, Erzbischof von Bhopal.
Am 16. Juli 2013 nahm Papst Franziskus seinen altersbedingten Rücktritt an.

## Einzelnachweis
1. ↑  Bishop Simon Stock Emeritus Bishop of Jadgalpur Passes Away. In: rvasia.org. 19. November 2022, abgerufen am 19. November 2022 (amerikanisches Englisch).

| Vorgänger              | Amt                             | Nachfolger                |
| ---------------------- | ------------------------------- | ------------------------- |
| Paulinus Jeerakath CMI | Bischof von Jagdalpur 1992–2013 | Joseph Kollamparampil CMI |

| Personendaten    | Personendaten                                |
| ---------------- | -------------------------------------------- |
| NAME             | Stock Palathara, Simon                       |
| KURZBESCHREIBUNG | indischer Geistlicher, Bischof von Jagdalpur |
| GEBURTSDATUM     | 11. Oktober 1935                             |
| GEBURTSORT       | Chethipuzha                                  |
| STERBEDATUM      | 19. November 2022                            |
| STERBEORT        | Jagdalpur                                    |